# Hasloch
Hasloch è un comune tedesco di 1 407 abitanti, situato nel circondario del Meno-Spessart nel distretto della Bassa Franconia nel land della Baviera.